# Fatima Massaquoi
Pour les articles homonymes, voir Massaquoi.
Fatima Massaquoi-Fahnbulleh (née en 1904 à Gendema et morte le 26 novembre 1978 à Monrovia) est une pionnière dans le domaine de l'éducation au Liberia. 

## Biographie
Née dans une famille royale africaine, Massaquoi est élevée par une tante à Njagbacca, dans le district de Garwula du comté de Grand Cape Mount, au sud du Liberia. A sept ans, elle retourne dans la partie nord-ouest du pays, dans le comté de Montserrado, où elle commence sa scolarité. En 1922, elle accompagne son père, un diplomate, à Hambourg, en Allemagne, et termine des études de médecine à l'université de Hambourg en 1937. Elle déménage aux États-Unis pour poursuivre des études, en sociologie et d'anthropologie, au Lane College de Jackson dans le Tennessee, à l'université Fisk et à l'université de Boston. Alors qu'elle travaille sur son autobiographie, une bataille juridique s'ensuit sur les droits de son histoire. Elle remporte une injonction interdisant à d'autres personnes d'utiliser cet écrit ; elle revient au Liberia, en 1946, collaborer au développement du Collège Liberia, qui deviendra l'université du Liberia, et à la vie culturelle de son pays natal.
Elle est nommée directrice, et plus tard doyen de la faculté d'arts libéraux ; elle fonde l'Institut des études africaines. Elle co-fonde la Société des auteurs libériens, permet la suppression de la pratique de l'usurpation des noms africains pour les versions occidentales, et travaille à la normalisation de la syllabaire vaï. Après sa mort, une partie de ses écrits sont redécouverts, édités et publiés, en 2013, dont The Autobiography of an African Princess.

### Origines
Elle est née à Gendema dans le District de Pujehun du sud de la Sierra Leone, en 1904, sous le nom de Fatima Beendu Sandimanni. Elle est la fille de Momolu Massaquoi, qui en 1922, est consul général,  à Hambourg, en Allemagne, et de Massa Balo Sonjo. Son grand-père paternel est le roi Lahai Massaquoi de Gallinas, et sa grand-mère paternelle est la reine Sandimannie (ou Sandimani) de Sierra Leone, au sein de l' aristocratie Vai,. Elle est également l'arrière-arrière-petite-fille du roi Siaka de Gendema qui a régné sur le Gallinas au XVIIIe siècle.
Elle grandit durant ses sept premières années avec sa tante, sœur de son père, Maman Jassa, à Njagbacca dans le district de Garwula, au sein du comté de Grand Cape Mount. Pendant cette période, l'une des six épouses de son père la blesse gravement aux mains, pour une faute. Cela lui cause une douleur considérable tout au long de son enfance, et la gêne durablement dans l'apprentissage du violon. Après l'école primaire, elle est envoyée en internat, à l'école Julia Chester Emery Hall, attachée à la Mission Bromley près de Clay-Ashland, dans le comté de Montserrado,.

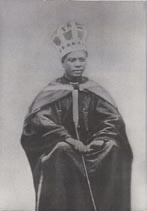
Momolu Massaquoi (c. 1905).

Momolu Massaquoi cherche à donner à son enfant préféré, et fille unique, la meilleure éducation. Elle l'accompagne à Hambourg en 1922, où elle vit au consulat. Elle maîtrise rapidement l'allemand. En 1932, elle séjourne quelque temps à Genève, en Suisse, où elle apprend le français. La même année, elle est de retour à Hambourg, et obtient un diplôme en 1935 à l'école bilingue germano-anglais Helene-Lange-Gymnasium,. Elle fait ensuite des études de médecine à l'université de Hambourg, et en sort diplômée en 1937.
Elle aime alors s'habiller fièrement de vêtements africains et parler la langue Vai. L'un de ses meilleurs amis, à Hambourg, est Richard Heydorn, un pianiste, avec qui elle donne de nombreux récitals. Cet opposant au nazisme sera envoyé, quand la guerre éclatera, en Union soviétique, puis signalé comme disparu sur le champ de bataille. Faire partie de la première famille noire diplomatique en Allemagne n'est pas toujours facile, mais avec la montée du régime nazi, son père commence à craindre pour sa sécurité. Avec l'aide d'amis, il l'aide à déménager aux États-Unis pour éviter les politiques racistes du Troisième Reich et les restrictions imposées aux femmes.

### Séjour aux États-unis
Aux États-Unis, elle découvre la ségrégation raciale et les lois Jim Crow dans les États du Sud. Elle étudie tout d'abord au Lane College de Jackson, dans le Tennessee, et en sort diplômée en sociologie,. Elle poursuit ensuite  à l'université Fisk à Nashville, d'abord en sociologie et puis en anthropologie, jusqu'en 1944. Elle assiste son professeur, Mark Hanna Watkins, dans la compréhension de la langue Vai, en coopérant avec lui dans la compilation d'un dictionnaire Vai. Elle accepte une bourse de conseiller linguistique, après la mort de son père en 1938. Elle enseigne le français et l'allemand à Fisk, et complète ses ressources par des cours de danses folkloriques africaines et européennes, ainsi qu'en enseignant le violon.
En 1940, elle s'emploie également à finaliser l'écriture d'un récit autobiographique, Elle transmet le manuscrit à Watkins pour avis, qui lui dit que l'anglais est trop pauvre pour une publication,. Quand elle tente de récupérer son manuscrit, Watkins refuse. En 1945, elle obtient une injonction permanente à l'encontre de Watkins, émise par le président de l'université, Thomas E. Jones, interdisant de publier ou de recevoir des récompenses financières à partir de la publication de l'œuvre de Fatima Massaquoi.
En 1946, à l'université de Boston, Massaquoi termine l'édition de son autobiographie (intitulée initialement Bush to Boulevard: The Autobiography of a Vai Noblewoman). Grâce à ses nombreux voyages et aux formations reçues,  elle maîtrise plusieurs langues, au moins huit et quatre dialectes tribaux,,.

### De retour au Liberia

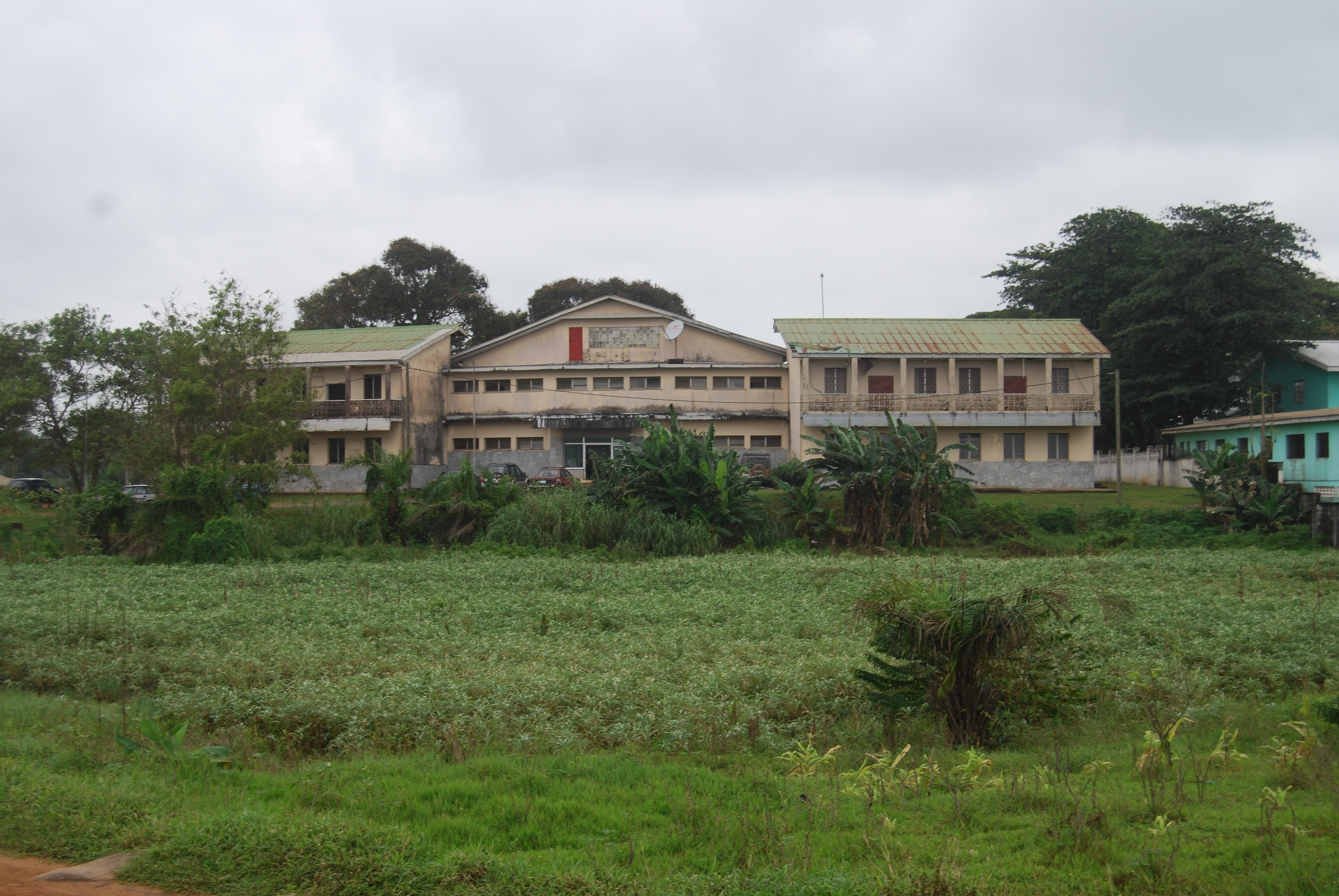
L'université du Liberia en 2009.

Sur l'invitation du Président William Tubman, elle revient au Liberia, le 13 octobre 1946 pour aider à établir une véritable université à Monrovia. Elle devient professeur de français et de sciences en mars 1947 au Collège Liberia qui devient l'université du Liberia en 1951. En 1956, elle devient directrice, puis doyen (1960) des Arts libéraux au sein de l'université, et participe à la fondation de la Société des auteurs libériens. En 1962, elle fonde et dirige un programme d'Études Africaines, qui deviendra l'Institut d'Études africaines au sein de l'université du Liberia.
Au cours de son mandat à l'université, elle encourage  ses élèves à garder leur patronyme autochtone, plutôt que de l’occidentaliser. Quand elle épouse Ernest Freeman, le 26 juillet 1948, elle adopte son nom tribal, Fahnbulleh, devenant Fatima Massaquoi-Fahnbulleh. Son mari revient également au patronyme  Fahnbulleh.  Elle contribue au développement social et culturel du Liberia, et organise un programme d'études à travers l'Afrique en 1962 pour promouvoir la standardisation de l'écriture syllabaire vaï,.
En vue de l'amélioration de l'éducation au Liberia, à la fin de 1963 et au début de 1964, elle passe six mois aux États-unis dans différents départements universitaires en anthropologie et en sociologie, principalement dans l'est et le Midwest. En 1968, alors qu'elle vit à Monrovia, au Liberia, avec sa fille Vivian Seton et de ses petits-enfants, elle est victime d'un accident vasculaire cérébral l'obligeant à limiter ses activités. Ceci encourage sa fille à microfilmer pour archivage 700 pages rédigées par sa mère et non publiées, dont l'autobiographie, avec l'assistance de collègues de l'université du Liberia. Fatima Massaquoi prend sa retraite à l'été 1972, et reçoit un doctorat honoris causa en humanités. Elle est également élevée grand commandeur de l'ordre de la Grande Étoile de l'Afrique (Grand Star of Africa) par le président du Liberia.
Elle meurt à Monrovia, le 26 novembre 1978. A titre posthume, les manuscrits microfilmés sont redécouverts par le chercheur allemand Konrad Tuchscherer, en effectuant d'autres recherches. Avec Arthur Abraham, historien à l'université d'État de Virginie et Vivian Seton, sa fille, il prépare l'édition de ces documents. Le livre, The Autobiography of an African Princess, est publié en 2013 et est bien reçu par les critiques. Tamba M'bayo de l'université de Virginie-Occidentale, déclare : « Les points forts de cette autobiographie peuvent être évalués à plusieurs niveaux différents. Tout d'abord, c'est un récit honnête, y compris sur les plus troublantes expériences personnelles... Deuxièmement, il dresse un grand tableau des aspects culturels, ethnolinguistiques et historiques du Liberia et du Sierra Leone ».

## Distinctions
Tout au long de sa vie, elle a reçu nombre de distinctions et d'honneurs, à la fois localement et à l'échelle internationale. En 1962, elle a reçu l'ordre du Mérite de la République fédérale d'Allemagne par le président Heinrich Lübke. Lors de sa retraite en 1972, elle reçoit un doctorat honoris causa en lettres et sciences humaines de l'université du Liberia et est également élevée au grade de grand commandeur de l'ordre de la Grande Étoile de l'Afrique (Grand Star of Africa) par le président du Liberia William Richard Tolbert. Lorsqu'elle meurt, un hommage lui est rendu à l'université du Liberia. Marie Antoinette Brown-Sherman, qui, à l'époque, est la seule femme à avoir servi en Afrique en tant que président de l'université, proclame : « elle a eu une vie de dévouement à la nation libérienne et à la cause de l'éducation. ».

## Œuvres choisies
- The Autobiography of an African Princess, Palgrave Macmillan, 2013, 274 p. (ISBN 978-1-137-10250-8, présentation en ligne).
- En collaboration avec A. Doris Banks Henries : Fatu's Experiences : A Liberian First Reader, Liberian Information Service, 1971 (présentation en ligne).
- Writings and Papers of Fatima Massaquoi-Fahnbulleh, African Imprint Library Services, 1973 (présentation en ligne)
- The Leopard's Daughter : A Folk Tale from Liberia, Bruce Humphries, 1961 (présentation en ligne).
- « The Seminar on Standardization of the Vai Script », University of Liberia Journal, vol. 3/1,,‎ 1953, p. 15–37.